# Enrique de Guzmán
Pour les articles homonymes, voir Guzmán.
Ne doit pas être confondu avec Enrique de Guzmán Haros.
Don Enrique de Guzmán y Ribera (né en 1540, Madrid, mort en 1607 dans la même ville) est un noble, un diplomate et un homme d'État espagnol. Deuxième comte d'Olivares, il a rempli les charges de grand trésorier de Castille, de gouverneur de l'alcazar de Séville, d'ambassadeur d'Espagne en France et à Rome, de vice-roi de Sicile et plus tard vice-roi de Naples, et enfin de conseiller d'État.

## Biographie
Issu de la grande maison andalouse des Guzmán, il était le fils de Pedro de Guzmán y Zúñiga, Ier comte d'Olivares, et de Francisca de Ribera Niño. Il a épousé María Pimentel de Fonseca, fille du IVe comte de Monterrey Jerónimo de Acevedo y Zúñiga et de Inés de Velasco y Tovar, dont il a eu la descendance suivante :
- Jerónimo de Guzmán, mort enfant;
- Gaspar de Guzmán y Pimentel comte d'Olivares (1587-1645), favori de Philippe IV d'Espagne;
- Francisca de Guzmán;
- Inés de Guzmán, mariée avec le VIe marquis de Alcañices Álvaro Enríquez de Almansa;
- Leonor María de Guzmán, mariée avec Manuel de Acevedo y Zúñiga.

Après s'être occupé de la direction de la Sicile avec la charge de vice-roi entre 1592 et 1595, il fut nommé à Rome, où il servit comme ambassadeur auprès du Saint-Siège occupé alors par le pape Clément VIII.
En novembre 1595, Philippe II le nomma vice-roi de Naples ; son mandat dans ce royaume fut favorisé par une période de récoltes abondantes. Il a combattu avec fermeté le banditisme et il a mené à terme de nombreux travaux publics pour l'amélioration de la ville, assisté par l'architecte Domenico Fontana. Après la mort de Philippe II en 1598, il a été reconduit dans sa charge par Philippe III.
De caractère austère et peu enclin aux fêtes, il s'est attaché à éliminer les dépenses superflues de la cour napolitaine, se consacrant surtout au domaine de l'économie. La banqueroute de certains des banquiers a poussé Guzmán à envisager l'implantation d'une banque centrale du royaume ; dans cette tâche, il s'est heurté à l'opposition de certains députés du parlement, qu'il a brisée par l'emprisonnement de plusieurs d'entre eux. Les rapports parvenus à Philippe III soulignaient le côté arbitraire de ces détentions. Guzmán finit par être relevé de sa charge. Le comte de Lemos Fernando Ruiz de Castro lui succéda à ce poste.
En juillet 1599, Don Enrique de Guzmán revint en Espagne, où il fut nommé membre du Conseil d'État.